# Tartary

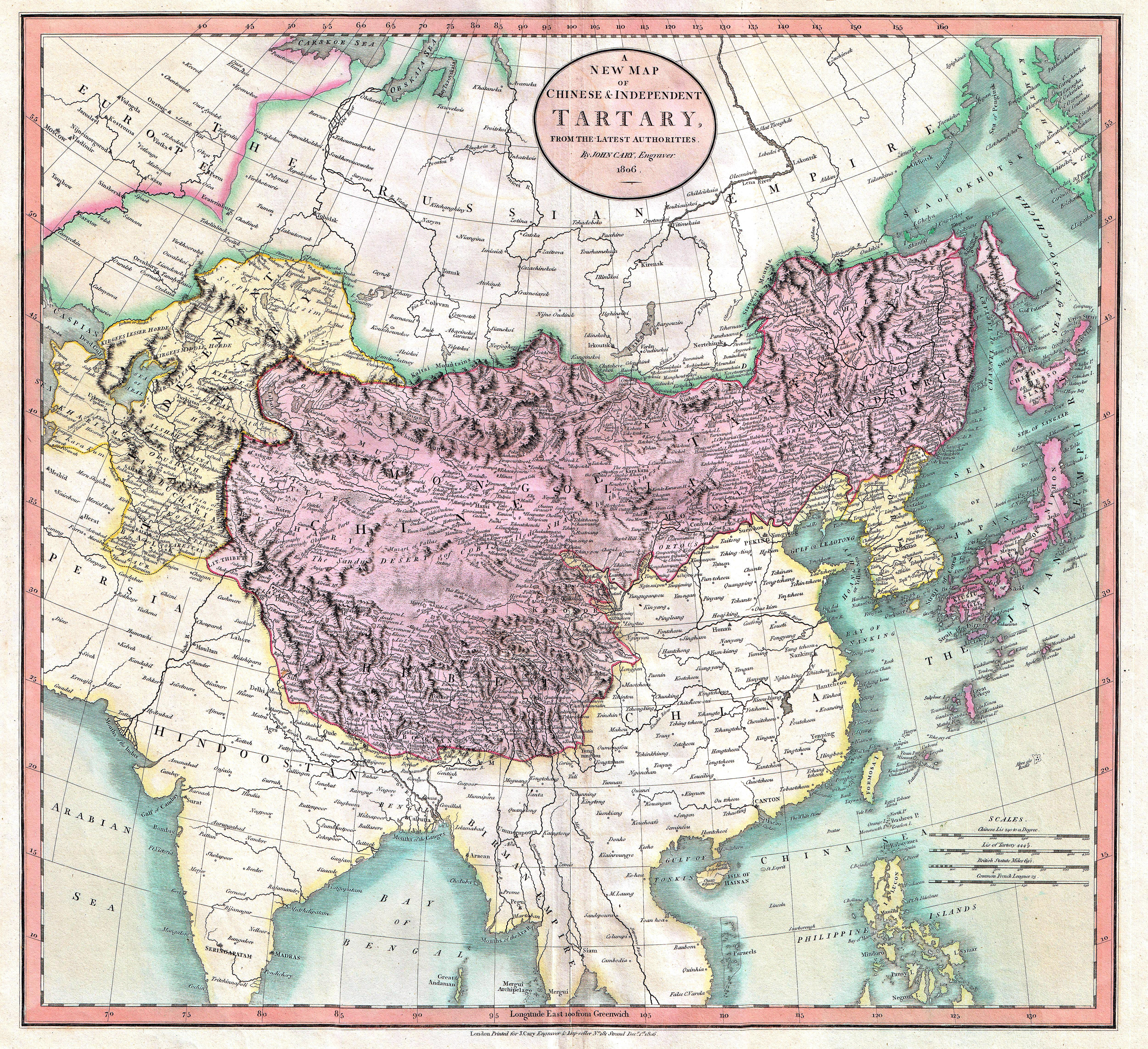
Bản đồ Tartary độc lập (màu vàng) và Tartary Trung Quốc (màu tím), năm 1806.

Tartary (tiếng Latinh: Tartaria, tiếng Pháp: Tartarie, tiếng Đức: Tartarei, tiếng Nga: Тартария, đã Latinh hoá: Tartariya) là thuật ngữ chung được sử dụng trong văn học và bản đồ phương Tây để chỉ một phần rộng lớn của châu Á, bao gồm khu vực giới hạn bởi Biển Caspian, dãy núi Ural, Đại Tây Dương và các biên giới phía bắc của Trung Quốc, Ấn Độ và Ba Tư, vào thời điểm này khu vực này hầu như không được các nhà địa lý châu Âu biết đến.
Việc sử dụng tích cực địa danh "Tartary" có thể được xác định từ thế kỷ 13 đến thế kỷ 19.Trong các nguồn châu Âu, Tartary trở thành tên phổ biến nhất để chỉ Trung Á mà không có bất kỳ liên kết nào với các đơn vị chính trị hoặc dân tộc của khu vực; cho đến thế kỷ 19, kiến thức của châu Âu về khu vực này vẫn rất ít và rời rạc.Trong truyền thống tiếng Anh hiện đại, khu vực trước đây được gọi là Tartary thường được gọi là Trung hoặc Nội Á Âu. Nhiều phần của khu vực này bao gồm các thảo nguyên khô cằn, trong quá khứ dân số chủ yếu sống là người du mục, chủ yếu nuôi gia súc.
Sự thiếu hiểu biết về việc sử dụng Tartary làm tên địa danh đã sinh ra những lý thuyết âm mưu bao gồm những ý tưởng về một "quá khứ bị giấu kín" và "lũ lụt bùn". Những lý thuyết này cho rằng Tartaria (hay "Tartaria") là một nền văn minh đã mất với công nghệ và văn hóa tiên tiến. Điều này bỏ qua lịch sử được ghi chép đầy đủ về châu Á mà Tartary đề cập đến. Ngày nay, vùng Tartary bao gồm một khu vực từ trung tâm Afghanistan đến phía bắc Kazakhstan, cũng như các khu vực ở Mông cổ hiện tại, Trung Quốc và Đông Bắc Nga trong "Tartary Trung Quốc".

## Địa lý và lịch sử

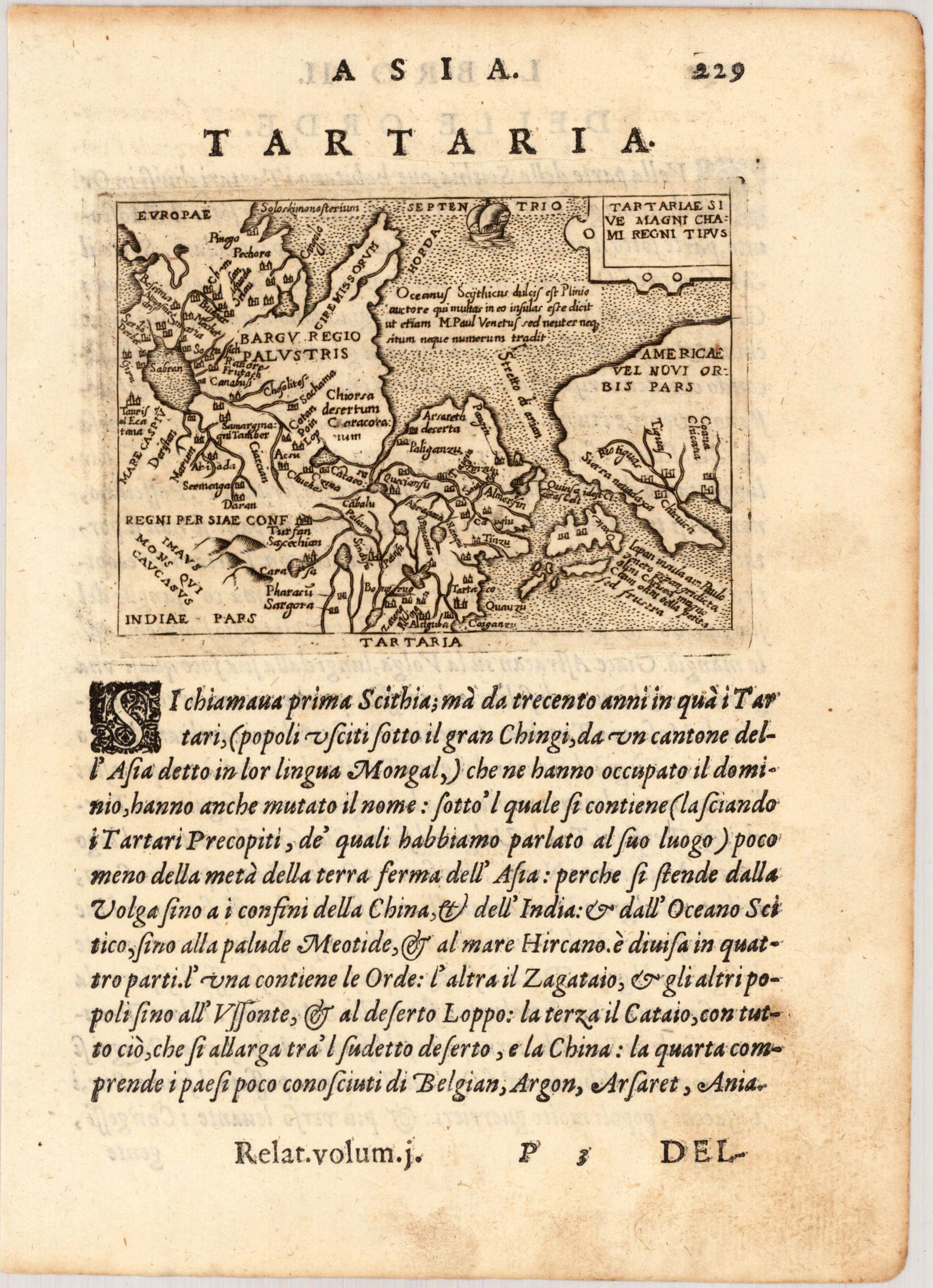
Bản đồ Tartaria và mô tả bởi Giovanni Botero từ "Relationi universali" (Brescia, 1599).

Trước thế kỷ 18, kiến thức về Manchuria, Siberia và Trung Á ở châu Âu hạn chế. Toàn bộ khu vực được gọi chung là "Tartary" và người dân được gọi là "Tartars". Trong thời kỳ đầu hiện đại, khi sự hiểu biết về địa lý được cải thiện, người châu Âu bắt đầu chia Tartary thành các khu vực khác nhau, với các tiền tố biểu thị tên của các cường quốc cai trị hoặc vị trí địa lý.Do đó, Siberia được gọi là Đại Tartary hoặc Tartary thuộc Nga, Hãn quốc Krym được gọi là Tiểu Tartary Mãn Châu được gọi là Tartary thuộc Trung Quốc, và Tây Trung Á (trước khi trở thành Trung Á-Nga) được gọi là một Tartary độc lập. Tuy nhiên, đến thế kỷ 17, Tuy nhiên, đến thế kỷ 17, phần lớn chịu ảnh hưởng của các tài liệu tu viện Công giáo, từ "Tartar" đã trở thành thuật ngữ chỉ  người Mãn Châu và các vùng đất mà họ cai trị, với tên gọi là "Tartary".
Ý kiến của người châu Âu về khu vực này thường tiêu cực, phản ánh di sản của cuộc xâm lược của người Mông Cổ bắt đầu trong khu vực. Thuật ngữ này xuất hiện sau trận đại hồng thủy lan rộng do Đế chế Mông Cổ gây ra. Từ "Tatar" với chữ "r" gợi nhớ đến Tartarus, vương quốc địa ngục trong thần thoại Hy Lạp. Vào thế kỷ 18, quan niệm của các nhà văn Khai sáng về Siberia hay Tartary và người dân ở đây là "man rợ" so với quan niệm hiện đại về văn minh, man rợ và phân biệt chủng tộc-sắc tộc.
Tuy nhiên, cũng có những ý kiến tích cực từ người châu Âu. Một số người coi người Tatar là nguồn kiến thức tâm linh không có trong xã hội châu Âu hiện đại. Trong cuốn Năm triết học của triết gia kiêm học giả G.R.S. Emanuel Thụy Điển, biên tập viên của đồng cỏ, nhà hiền triết và "nhà tiên tri", được trích dẫn lời khuyên, "Tìm kiếm những từ đã mất giữa các hồng y của Tatar, Trung Quốc và Tây Tạng".

### Từ chối
Sau khi khu vực Tartary được các nhà địa lý châu Âu nghiên cứu và khám phá nhiều hơn, sử dụng thuật ngữ này đã giảm đi. Tuy nhiên, trong thế kỷ 19, cụm từ "Tartary" vẫn được sử dụng phổ biến.. Vào đầu thế kỷ 18, dữ liệu dân tộc học được thu thập bởi các nhà truyền giáo Dòng Tên ở Trung Quốc đã góp phần thay thế thuật ngữ "Tartary Trung Quốc" bằng thuật ngữ "Mãn Châu" trong địa lý châu Âu. Trong thế kỷ 19, Egor Meyendorff vàAlexander von Humboldt đã thực hiện nhiều chuyến đi vào khu vực Trung Á, góp phần vào việc đặt nền tảng cho việc sử dụng thuật ngữ "Trung Á". Bên cạnh đó, chuyến đi của họ cũng đưa ra các thuật ngữ bổ sung như "Nội Á".Trên thực tế, chủ nghĩa bành trướng của Đế quốc Nga đã làm cho thuật ngữ "Siberia" trở nên phổ biến để chỉ một nửa châu Á của Nga, và điều này được đặt ra từ những thập niên đầu của thế kỷ 19..
Thuật ngữ "Tartary" trong thế kỷ 20 đã trở nên lỗi thời và không còn được sử dụng để chỉ Siberia và Trung Á. Tuy nhiên, tên gọi này vẫn được sử dụng để đặt tên cho cuốn sách "News from Tartary" của Peter Fleming vào năm 1936. Cuốn sách này mô tả chi tiết các chuyến đi của ông tại khu vực Trung Á.

### Cước chú
1. ↑  Connell 2016.
2. ↑  Dunning, Brian (tháng 2 năm 2021). "Skeptoid #765: Tartaria and the Mud Flood". Skeptoid. Truy cập ngày 16 tháng 9 năm 2021.
3. 1 2 3  Elliott 2000, tr. 625–626.
4. 1 2  Vermeulen 2018, tr. 88.
5. 1 2  Sela 2016, tr. 542.
6. ↑  Dong 2020, tr. 82-83.